# Мызенко, Александр Викторович
Александр Викторович Мызенко (укр. Олександр Вікторович Мизенко; род. 18 января 1972, Кировоград) — советский и украинский футболист, играл на позиции нападающего. Футбольный тренер.

## Игровая карьера
Воспитанник ДЮСШ «Звезда» (Кировоград). Первый тренер — Алексей Кацман. С 1987 года юного футболиста тренеры начали привлекать к тренировкам «Звезды», а уже в следующем Мызенко дебютировал во основном составе. С 1991 по 1992 года проходил военскую службу, играя в киевском СКА. После завершения службы Мызенко с одноклубником Ульяницким получили приглашение от Вячеслава Грозного перейти в винницкую «Ниву», но решили перейти в николаевский «Эвис», который ставил задачу возвращения в высшую лигу. В 1994 году после конфликта с наставником николаевцев Леонидом Колтуном вернулся в «Звезду», где 25 июля 1995 года в игре против ЦСКА дебютировал в высшей лиге чемпионата Украины. Летом 1997 года стал игроком команды «Металлург» (Донецк), а в начале 1999 года усилил состав молдавского «Шерифа». С 2000 года выступал в основном за любительские коллективы, дважды возвращался в «Звезду», а также некоторое время провёл в Казахстане, играя за «Актобе-Ленто».
В августе 2005 года выполнял обязанности главного тренера «Звезды».